# 莱萨尔
莱萨尔（法語：Leyssard，法語發音：[lɛsaʁ]）是法国东部安省的一个市镇，属于楠蒂阿区。

## 地理
莱萨尔（46°9'21"N, 5°28'33"E）面积9.13 平方千米，位于法国奥弗涅-罗讷-阿尔卑斯大区安省，该省份为法国东部省份，北起汝拉省，西北接索恩-卢瓦尔省，西接罗讷省和里昂大都会，南至伊泽尔省，东与萨瓦省、上萨瓦省和瑞士接壤。
与莱萨尔接壤的市镇（或旧市镇、城区）包括：博洛宗、塞涅、沙勒拉蒙塔涅、尼里约-沃洛尼亚、佩里亚、安河畔塞里耶尔、松托纳拉蒙塔涅、蓬桑。

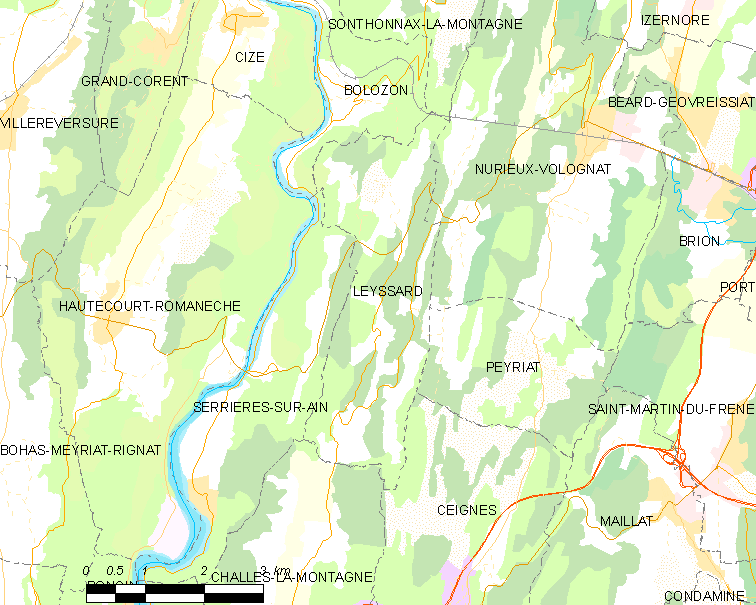
莱萨尔的OSM定位图

莱萨尔的时区为UTC+01:00、UTC+02:00（夏令时）。

## 行政
莱萨尔的邮政编码为01450，INSEE市镇编码为01214。

## 政治
莱萨尔所属的省级选区为蓬丹县、canton of Izernore。

## 人口

1962-2008年间莱萨尔人口变化图示

莱萨尔于2022年1月1日时的人口数量为163人。